# Albert Christoph Gottlieb von Barnekow
Christof Gottlieb Albert Freiherr von Barnekow (2 tháng 8 năm 1809 tại Hohenwalde, Đông Phổ – 24 tháng 5 năm 1895 tại Naumburg (Saale)) là một sĩ quan quân đội Phổ, được thăng đến cấp Thượng tướng Bộ binh. Ông đã tham gia trong ba cuộc chiến tranh thống nhất nước Đức, đặc biệt là cuộc chiến năm 1870 – 1871 với Pháp.

## Tiểu sử

### Đầu đời
Albert Christoph Gottlieb có nguồn gốc từ gia đình quý tộc von Barnekow. Ông là con trai của Trưởng quan kỵ binh (Rittmeister) Christoph Gottlieb von Barnekow (14 tháng 9 năm 1781 tại Teschwitz – 21 tháng 1 năm 1814 tại Metz) và vợ của ông này là Laurette, bà góa von Brandt, tên khai sinh là Gaesbeck (12 tháng 5 năm 1787 tại Königsberg – 17 tháng 9 năm 1863 tại Königsberg).

### Binh nghiệp
Vào ngày 11 tháng 6 năm 1826, Barnekow gia nhập quân đội Phổ với tư cách là một lính ngự lâm trong Trung đoàn Bộ binh số 1 tại Königsberg. Ông tiếp tục phục vụ quân ngũ trong vòng 40 năm hòa bình sau đó, và lên đến cấp tướng. Vào năm 1829, ông được phong cấp Thiếu úy, kể từ năm 1831 ông gia nhập Trung đoàn Bộ binh số 39 và tại đây ông là sĩ quan phụ tá của Tiểu đoàn II từ năm 1833 cho đến năm 1836. Vào năm 1841, ông được thăng quân hàm Trung úy, 5 năm sau (1846) ông lên quân hàm Đại úy rồi vào năm 1852 ông lên quân hàm Thiếu tá. Với cấp bậc này, ông giữ chức Tư lệnh của Tiểu đoàn I trong Trung đoàn Bộ binh số 39. Vào năm 1858, ông lên cấp Thượng tá, rồi đến năm 1860 ông được phong cấp Đại tá. Ở cấp bậc này, ông chỉ huy Trung đoàn Bộ binh số 68 (Rhein 6). Vào năm 1864, ông tham chiến trong cuộc Chiến tranh Đức-Đan Mạch với quân hàm Thiếu tướng, mặc dù ông và đơn vị dưới quyền mình không tham gia tích cực trong cuộc chiến.
Barnekow tham gia chiến trận lần đầu tiên trong trận Trautenau vào giai đoạn đầu của cuộc Chiến tranh Áo-Phổ (1866). Trong cuộc chiến, ông là Tư lệnh của Lữ đoàn Bộ binh số 2, thuộc biên chế của Sư đoàn số 1 trong Quân đoàn I. Lữ đoàn của ông là lực lượng trừ bị và yểm trợ cuộc triệt thoái của Quân đoàn I. Do những cống hiến của mình trong trận đánh, ông đã được tặng thưởng Huân chương Quân công của Phổ. Về sau, ông cũng tham gia trong trận đánh quyết định ở Königgrätz-Sadowa.
Vào ngày 30 tháng 10 năm 1866, Barnekow được cử làm sĩ quan chỉ huy (Kommandant) của Sư đoàn số 16 ở Trier và trên cương vị này ông được thăng quân hàm Trung tướng vào ngày 31 tháng 12 năm 1866. Ông đã chỉ huy sư đoàn này trong cuộc Chiến tranh Pháp-Đức (1870 – 1871). Tại Pháp, ông và sư đoàn của mình tham gia chiến đấu lần đầu tiên trong trận Spicheren vào ngày 6 tháng 8, nơi ông chủ động cứu viện cho các lực lượng Đức đang gặp khó khăn khi giao chiến với quân đội Pháp. Đơn vị dưới quyền ông và hai sư đoàn khác (Sư đoàn số 5 và số 13) đã nhập trận do nghe thấy tiếng súng nổ. Sư đoàn của Barnekow là đội quân tiếp viện đầu tiên vào trận đánh, hai khẩu đội pháo của họ đã được đưa đến Spicheren với tốc độ nhanh chóng. Theo sau các khẩu đội pháo là Trung đoàn số 40 dưới quyền Đại tá Rex, và 3 đội kỵ binh thuộc Trung đoàn Khinh kỵ binh số 9. Viện binh của Đức cuối cùng đã buộc quân Pháp phải triệt thoái và kết thúc trận đánh với chiến thắng của người Đức. Trong trận Mars-la-Tour vào ngày 16 tháng 8, Sư đoàn số 16 đã kéo đến chiến địa cùng với các đơn vị còn lại của hai Quân đoàn VIII và Quân đoàn X. Mặc dù là một phần thuộc Binh đoàn thứ nhất dưới quyền tướng Karl Friedrich von Steinmetz, sư đoàn của ông được ghi nhận là lực lượng hỗ trợ đắc lực nhất cho Binh đoàn thứ hai dưới quyền Vương thân Friedrich Karl trong trận chiến này. Các lực lượng tiếp viện của Đức đã cứu nguy Sư đoàn số 5 (do Ferdinand von Stülpnagel chỉ huy) khỏi nguy cơ bị bọc sườn. Trận đánh cuối cùng đã kết thúc với thắng lợi toàn diện của quân đội Đức, buộc quân Pháp phải rút lui với thiệt hại nặng nề cho cả hai bên tham chiến.
Sau trận Gravelotte, đơn vị dưới quyền Barnekow là một phần thuộc lực lượng vây hãm Metz. Sau khi pháo đài này thất thủ vào ngày 27 tháng 10 năm 1870, Sư đoàn số 16 đã kéo đến miền Bắc nước Pháp, tham gia chiến trận tại Amiens, và Hallue, nơi quân Đức đánh bại các lực lượng của nền Cộng hòa Pháp non trẻ. Ông cũng chỉ huy quân đoàn vây hãm của Đức trong cuộc vây hãm Péronne, và pháo đài đã đầu hàng vào ngày 9 tháng 1 năm 1871. 10 ngày sau đó, trong trận chiến Saint-Quentin vào ngày 19 tháng 1, ông chỉ huy quân cánh trái của Đức, và các lực lượng dưới quyền ông đã đánh chiếm thành phố St. Quentin vào buổi tối. đoàn dưới quyền ông đã tiến vào St. Quentin vào buổi tối. Trận đánh là một thắng lợi quyết định của quân đội Đức, Binh đoàn phía Bắc của Pháp bị buộc phải cuống cuồng tháo chạy và một số lượng lớn binh sĩ Pháp bị quân Đức bắt làm tù binh. Nhờ những thành tích của mình trong chiến tranh, Barnekow được trao tặng cả Huân chương Thập tự Sắt hạng II lẫn hạng I, và Lá sồi gắn vào Huân chương Quân công.
Sau khi chiến tranh kết thúc, vào ngày 16 tháng 6 năm 1871, ông được nhận Huân chương Đại bàng Đỏ hạng I với Lá sồi và Bảo kiếm. Ông được chuyển vào đội ngũ Sĩ quan Trừ bị (Offizieren von der Armee) trong một thời gian ngắn, rồi được bổ nhiệm làm đại diện của Tướng tư lệnh Quân đoàn I ở Đông Phổ. Để ghi nhận sự phục vụ lâu dài của ông trong quân đội Phổ, vào ngày 22 tháng 3 năm 1872, ông được tặng thưởng 5 vạn thaler và cùng năm đó ông được bổ nhiệm làm Chỉ huy trưởng (Chef) của Trung đoàn Bộ binh số 68 (Rhein 6) vào ngày 14 tháng 9. Sau khi được lên quân hàm Thượng tướng Bộ binh, vào ngày 19 tháng 9 năm 1873 ông nhậm chức Tướng tư lệnh của Quân đoàn I. Nhân dịp kỷ niệm 50 năm phục vụ quân ngũ của mình, Barnekow đã được tặng thưởng Đại Thập tự của Huân chương Đại bàng Đỏ (Großkreuz des Roten Adlerordens) với Bó sồi và Thanh kiếm trên chiếc nhẫn vào ngày 2 tháng 8 năm 1876. Ba năm sau (1879), Đức hoàng Wilhelm I đã tặng thưởng cho ông Huân chương Đại bàng Đen. Vào ngày 5 tháng 6 năm 1883, Barnekow, người đã rời khỏi chức vụ Trung đoàn trưởng và được nhận Ngôi sao của Đại Tư lệnh Huân chương Hoàng gia Hohenzollern, giải ngũ. Ông về Naumburg (Saale), nơi ông từ trần vào ngày 24 tháng 5 năm 1895.

### Gia đình
Vào ngày 10 tháng 10 năm 1842, tại Zinten, ông kết hôn với bà Julie Friederike Alwine von der Osten genannt Sacken (2 tháng 8 năm 1818 tại Klein-Lahnen, Kurland – 1 tháng 6 năm 1902 tại Naumburg (Saale)). Cuộc hôn nhân đã mang lại cho họ những người con sau đây:
- Albert Christoph Tassilo (sinh ngày 27 tháng 7 năm 1843 tại Luxembourg)
- Laura Friederike Julie Ulrike (sinh ngày 7 tháng 9 năm 1844 tại Luxembourg)
- Hermann Lebrecht Alfred (6 tháng 9 năm 1847 tại Luxembourg – 11 tháng 10 năm 1848 tại Luxembourg)
- Hermann Otto Alfred (sinh ngày 28 tháng 11 năm 1851 tại Mainz), Thiếu tá Phổ
- Marie Albertine Adolfine (sinh ngày 27 tháng 11 năm 1853 tại Mainz) ∞ Tiến sĩ Luật Paul Bienko